# Днепровский автобусный завод
Днепровский автобусный завод (укр. Дніпровський автобусний завод) — украинское (а ранее — советское) предприятие по производству и капитальному ремонту автобусов, входит в холдинг ЛАЗ.

## История
.

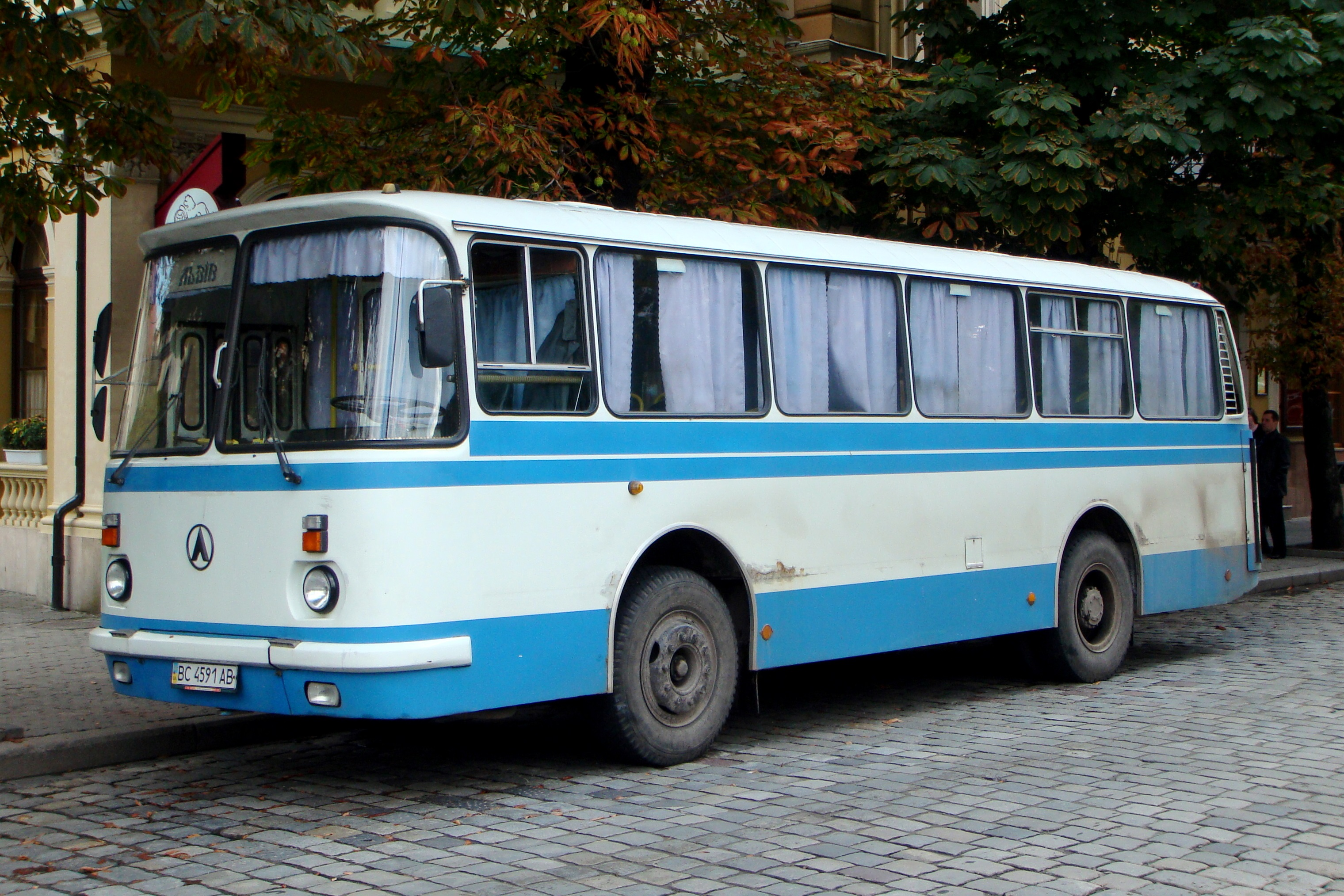
Автобусы ЛАЗ-695, выпущенные на ДАЗе, отличались от львовских цельнотянутыми бортами без молдингов и отсутствием двери водителя.

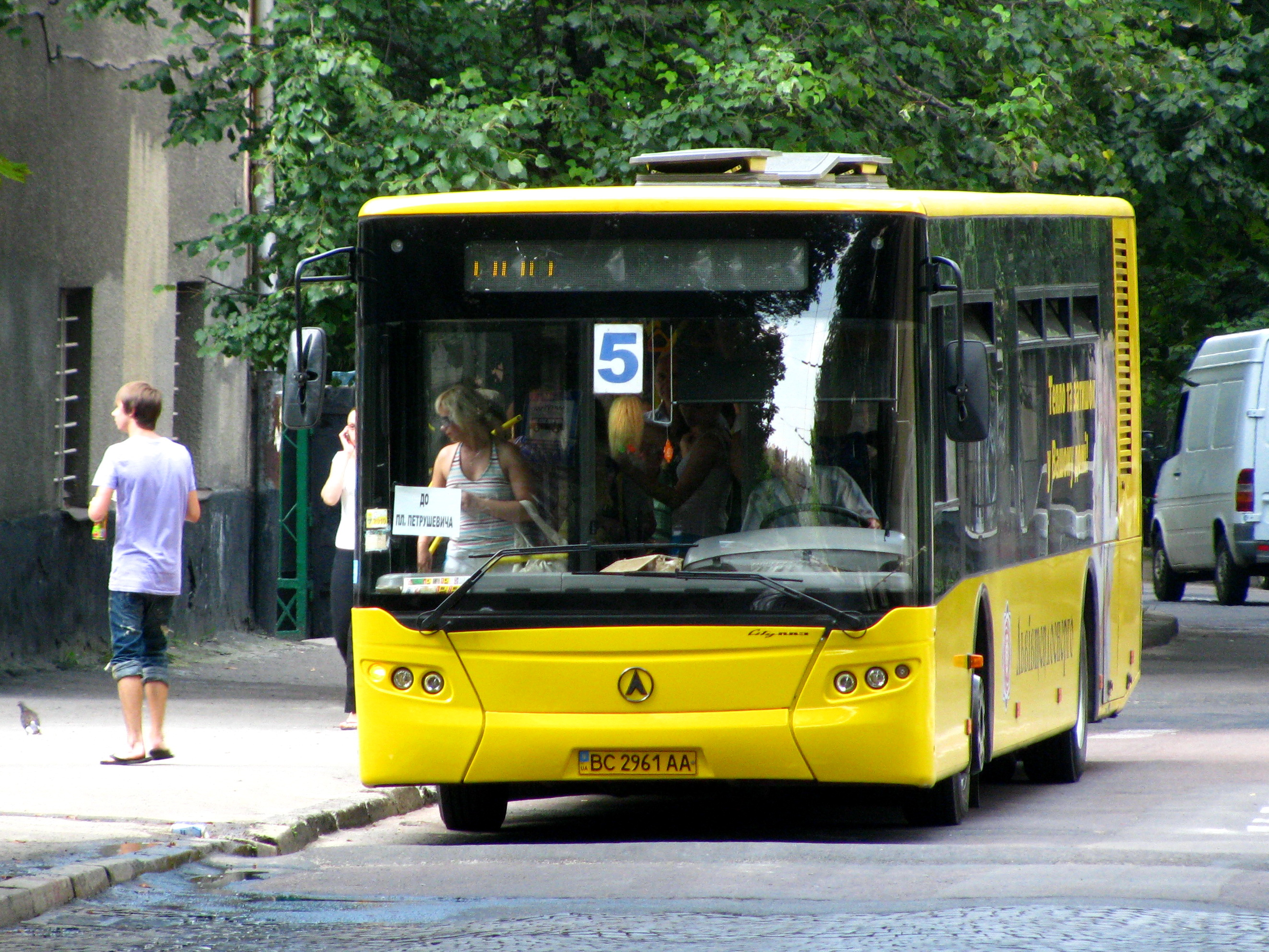
В 2011 г. завод начал выпуск низкопольных городских автобусов ЛАЗ А183

Днепродзержинский авторемонтный завод был основан в феврале 1965 года для капитального ремонта поступавших в СССР чехословацких автомобилей «Татра» и «Шкода».
C пуском второй очереди завода, в 1970 году предприятие освоило капитальный ремонт автобусов «Икарус». В 1980-е годы капитальный ремонт «Икарусов» стал основным направлением деятельности завода.
В 1994 году предприятие было преобразовано в ОАО «Днепродзержинский авторемонтный завод».
В 1998 году завод освоил производство собственных автобусов ДАЗ-3220 «Дніпро» на шасси грузовиков ГАЗ и его модификации с карбюраторным двигателем ДАЗ-3221.
В октябре 1999 года завод получил 2 млн. гривен государственного финансирования на освоение производства автобусов малого класса.
В 2001 году предприятие было переименовано в ОАО «Днепродзержинский автобусный завод». В том же году на шасси автомобиля IVECO Turbo Daily был реализован проект автобуса малой вместимости ДАЗ-3240 "Дніпро". Автобус в серию не пошел, и остался работать на заводе.
В 2003 году ОАО «Львовский автобусный завод» был преобразован в ЗАО «Львовский автомобильный завод» (филиалом которого стал Днепровский автобусный завод). На ДАЗ была передана технологическая оснастка на автобусы ЛАЗ-695Н и начато производство ЛАЗ-695Н, ЛАЗ-695НГ и ЛАЗ-695Д. В рамках государственной программы Украины «Школьный автобус» на ДАЗе был реализован собственный вариант школьного автобуса на базе ЛАЗ-695Н.
В 2007 году на базе Львовского автобусного завода была создана холдинговая компания «ЛАЗ» (в структуру которой вошли Львовский и Днепровский автобусные заводы, Николаевский машиностроительный завод, торговый дом «Украинские коммерческие автомобили», сервисная компания «Бус-Сервис» и лизинговая компания LAZ Finance).
Начавшийся в 2008 году экономический кризис осложнил деятельность завода, который в 2008 году прекратил производство автобусов и с февраля по август 2009 года находился в простое, в сентябре 2009 года возобновил производственную деятельность, выполняя ремонт автобусов, но зимой 2010 - 2011 года оказался на грани закрытия.
В марте 2011 года производственные мощности завода были перепрофилированы на производство новых автобусов и в июне 2011 года завод начал выпуск автобусов CityLAZ-12.
В 2012 году завод освоил производство автомашин «скорой помощи» на базе автофургона Renault Master. С 1 января до начала июня 2012 года завод выпустил 8 автобусов и 5 автомашин «скорой помощи».
В марте 2013 года руководство холдинга "ЛАЗ" приняло решение о переносе производства городских автобусов ЛАЗ с Львовского автобусного завода в Днепродзержинск и прекращении производства автомашин «скорой помощи» на Днепровском автобусном заводе.

## Продукция
- ДАЗ-3220 «Дніпро» — автобус малой вместимости с дизельным двигателем на шасси ГАЗ-3309.
- ДАЗ-3221 «Дніпро» — автобус малой вместимости с карбюраторным двигателем на шасси ГАЗ-3307.
- ЛАЗ-695 — автобус средней вместимости. Выпускались пассажирские ЛАЗ-695Н с карбюраторным двигателем, ЛАЗ-695Т с дизельным двигателем, ЛАЗ-695НГ с газобаллонным оборудованием и школьный ЛАЗ-695Н.
- ЛАЗ-А183F0 — низкопольный городской автобус с дизельным двигателем[5].